# Favs

FAVS es una aplicación web diseñada de forma que cualquier docente, sin apenas conocimientos informáticos, pueda crear, mantener y gestionar un sitio web, el planeta, donde aparezcan los artículos escritos por sus estudiantes en sus blogs. Los alumnos podrán inscribirse en el planeta de la asignatura, leer los escritos de sus compañeros, votar las historias más interesantes y consultar las estadísticas de votos emitidos y recibidos. 

FAVS es una aplicación gratuita y libre, diseñada como proyecto final del Máster en Sistemas Telemáticos e Informáticos de la URJC.
FAVS está siendo utilizado en la actualidad por varias Universidades (U. Oberta de Catalunya, U. Rey Juan Carlos) y multitud de institutos.

Enlaces externos
- Página Principal de FAVS
- Manual de usuario
- Ejemplo de uso: FAVS integrado en Moodle
- Ejemplo de uso: FAVS integrado en Blogspot
- Página de Sourceforge

- Datos: Q5856908